# Explosions de Djankoï
Invasion de l'Ukraine par la Russie de 2022
Batailles
Offensive de Kiev (Jytomyr, Kiev) : 
- 1re Hostomel
- Tchernobyl
- Ivankiv
- Kiev
- 2e Hostomel
- Vassylkiv
- Boutcha
- Irpin
  - Bombardement de réfugiés
- Jytomyr
- Mochtchoun
- Makariv
- Brovary

Offensive du Nord (Tchernihiv, Soumy) :
- Hloukhiv
- Slavoutytch
- Bombardements
- Soumy
- Trostianets
- Tchernihiv
- Okhtyrka
- Lebedyn
- Konotop
- Romny
- Desna
- Escarmouches frontalières

Russie  (Briansk, Belgorod) :
- Incursions en Russie occidentale
  - Oblast de Briansk
  - Oblasts de Belgorod et de Koursk
    - Incursions de 2024

  - Bombardement de Belgorod
- Oblast de Koursk (août 2024)

Campagne de l'Est (Donetsk, Louhansk, Kharkiv)
Kharkiv :
- 1re Kharkiv
  - Tchouhouïv
  - Bombardements : en février
  - en mars
  - en avril
  - du bâtiment administratif
- Izioum
- 2e Kharkiv
  - Balaklia
  - 1re Koupiansk
  - Chevtchenkove
- 3e Kharkiv

Nord du Donbass:
- Starobilsk
- Sloviansk
  - Dovhenke
  - 1re Lyman
  - Sviatohirsk
  - Bohorodychne et Krasnopillia
  - Bombardements : Bilohorivka
  - Kramatorsk
- Sievierodonetsk
  - Kreminna
  - Donets
  - Roubijné
  - Popasna
  - Tochkivka
  - Massacre
- Lyssytchansk
- 2e Kharkiv
  - Balaklia
  - 1re Koupiansk
  - Chevtchenkove
  - 2e Lyman
- Oblast de Louhansk
  - Ligne Svatove-Kreminna
  - Serebryansky
  - 2e Koupiansk

 Centre du Donbass:
- Horlivka
- Popasna
- Svitlodarsk
- Bakhmout
  - Soledar
- Siversk
- Tchassiv Iar
- Toretsk

Sud du Donbass :
- Volnovakha
- Marioupol
  - Bombardements : de l'hôpital
  - du théâtre
  - de l'école d'art
- Pisky
- Vouhledar
  - Pavlivka
- Marïnka
- Contre-offensive de 2023
- Avdiïvka
- Novomykhaïlivka
- Pokrovsk
  - Krasnohorivka
  - Toretsk
- Bombardements :
- Makiïvka
- Donetsk

Campagne du Sud (Mykolaïv, Kherson, Zaporijjia)
- 1re Kherson
- Odessa
- Melitopol
- Mykolaïv
  - Bombardements : à fragmentation
  - du bâtiment administratif
- 1re Berdiansk
- Zaporijjia
- Tchornobaïvka
- Enerhodar
- Voznessensk
- Houliaïpole
- Davydiv Brid
- 2e Berdiansk
- Nova Kakhovka
- 2e Kherson
  - Doudtchany
- Dniepr
- Tchoulakivka
- Contre-offensive de 2023
  - Robotyne

Frappes aériennes dans l'Ouest et le Centre de l'Ukraine
- Lviv (02/2022)
- Vinnytsia (03/2022)
- Yavoriv (03/2022)
- Deliatyne (03/2022)
- Dnipro

Guerre navale
- Île des Serpents (02/2022)
- Moskva (04/2022)

Attaques en Crimée
- Novofedorivka (08/2022)
- Djankoï (08/2022)
- Pont de Crimée (10/2022)
- Base navale de Sébastopol (10/2022)
- Pont de Crimée (07/2023)
- Base navale de Sébastopol (09/2023)

Débordement
- Aéroport de Millerovo
- Sabotages en Russie
- Attaques en Transnistrie
- Sabotage des gazoducs Nord Stream
- Terrain d'entraînement militaire de Soloti
- Explosions en Pologne
- Bases aériennes de Dyagilevo et Engels-2
- Base aérienne de Minsk-Matchoulichtchi
- Crise russo-moldave de 2023
  - Accusations de tentative de coup d'État en Moldavie
- Incident de drone de 2023 en mer Noire
- Rébellion du groupe Wagner

Massacres
- Tchernihiv
- Boutcha
- Borodianka
- Olenivka
- Izioum

Les explosions de Djankoï sont une série d'importantes explosions ayant touché des infrastructures militaires russes en Crimée, le 16 août 2022, dans le cadre de la guerre russo-ukrainienne et peu de temps après les explosions de Novofedorivka.

## Contexte
Selon l'armée ukrainienne, peu avant les explosions, les troupes russes avaient considérablement renforcé la défense aérienne dans la zone de Djankoï, et dans la zone de base aérienne en bordure de la ville, les forces armées russes ont concentré d'importantes réserves de missiles.
Le Defence Intelligence (en) britannique a en outre qualifié Djankoï de plaque tournante routière et ferroviaire clé qui joue un rôle important dans le soutien des opérations russes dans le sud de l'Ukraine.

## Explosions
Le matin du 16 août 2022, deux incidents se produisent simultanément près de Djankoï : un incendie se déclare dans une centrale électrique de la ville et une puissante détonation souffle un dépôt de munitions dans un village, à un kilomètre de là.
Le bilan est de deux civils blessés et de près de 3 000 évacués dans les alentours de la base, selon Sergueï Aksionov, le gouverneur de Crimée, qui s'est rendu sur place dans la foulée.

## Auteurs
Le ministère de la défense russe déclare que les explosions sont le résultat d'un sabotage". Le politicien et paramilitaire prorusse Igor Guirkine, suggère quant à lui que les explosions auraient pu être causées par une frappe kamikaze d'un drone.
Andryi Yermak, chef de cabinet de Volodymyr Zelensky, célèbre l'action de Djankoï en la qualifiant de « travail d'orfèvre », sans toutefois la revendiquer ni donner davantage d'informations.
Le New York Times, citant un haut fonctionnaire ukrainien anonyme, rapporte qu'une unité militaire d'élite opérant en territoire contrôlé par les Russes était à l'origine de l'explosion près de Djankoï.

## Conséquences
En raison des explosions, la liaison ferroviaire pour le transport de passagers entre la Crimée et la Russie a été suspendue. Le ministère russe de la Défense a indiqué que l'explosion avait endommagé un entrepôt militaire, des lignes et une centrale électriques ainsi qu'une voie ferrée.
Cet événement, survenu pendant la période estivale, lors de laquelle beaucoup de Russes viennent en Crimée pour y passer des vacances, a entraîné une fuite massive de ressortissants russes selon Tamila Tacheva, la représentante permanente du président ukrainien dans la république autonome de Crimée. La défiance grandissante des touristes russes pour la Crimée après les épisodes de Djankoï et Novofedorivka est confirmée par l'Association des tours-opérateurs de Russie, qui déclare qu'à la suite des explosions, le flux de touristes vers la Crimée pourrait diminuer de 10%